# بزل الوريد

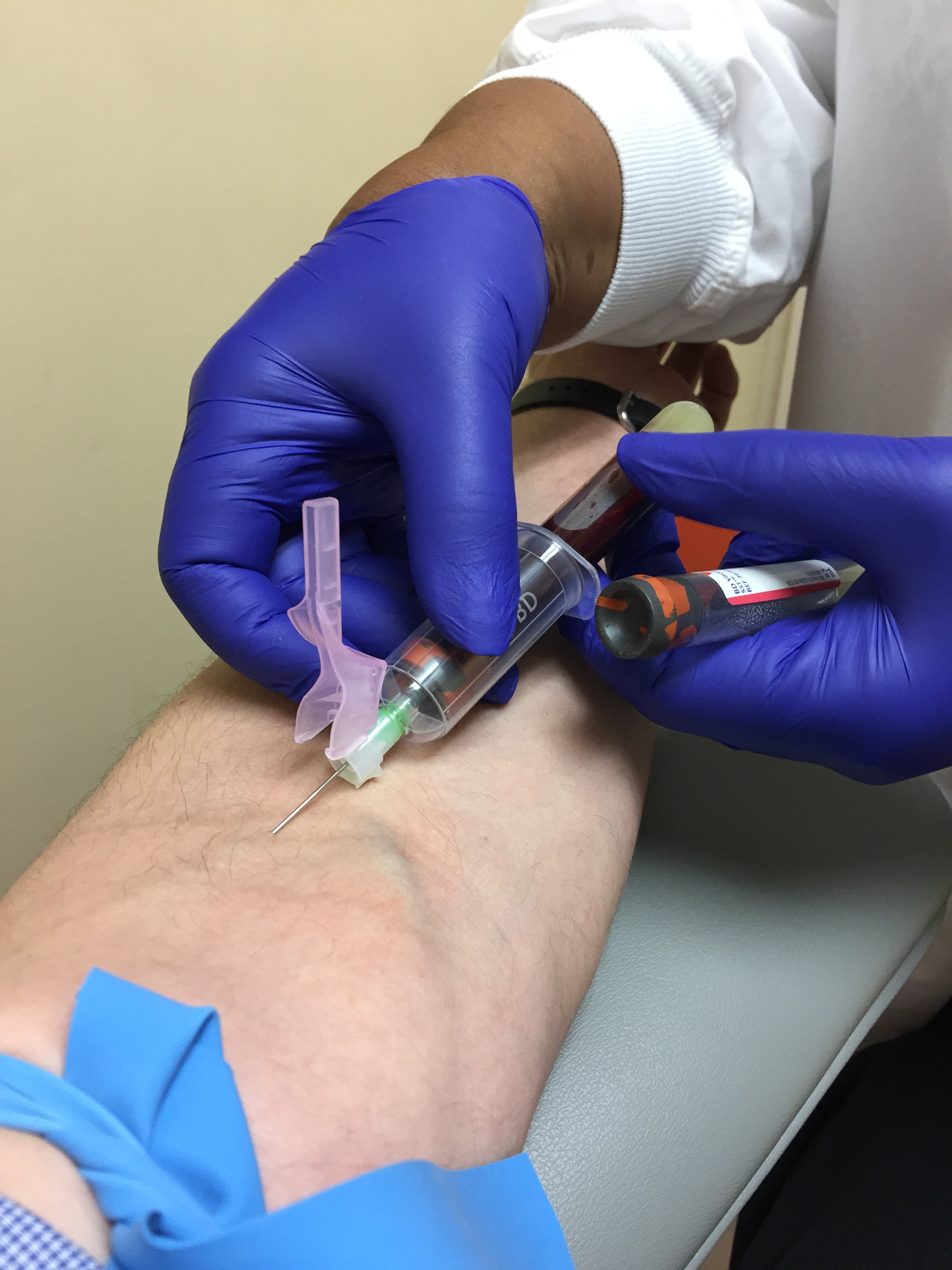
بزل الوريد

في الطب، بزل الوريد (بالإنجليزية: venipuncture أو venepuncture) هي عملية الحصول على منفذ وريدي لأجل إتمام عملية العلاج عن طريق الوريد أو الحصول على عينة من دم الوريد. يقوم بهذه العملية أخصائي الطب المخبري أو الأطباء أو تقنيو الطوارئ أو المسعفون أو الفصادون أو تقنيو الغسيل الكلوي أو غيرهم من فرق التمريض. أما في الطب البيطري، فيقوم بهذه العملية الأطباء البيطريون أو تقنيو الطب البيطري.
تعد عملية بزل الوريد من أكثر العمليات التداخلية الطبية شيوعا، ويعود استعمالها إلى خمسة أسباب هي:
1. الحصول على الدم لأغراض تشخيصية
2. مراقبة مستويات مكونات الدم
3. إعطاء أدوية أو أغذية أو علاج كيميائي عن طريق الوريد
4. طرح كمية من الدم بسبب ارتفاع مستويات الحديد أو كريات الدم الحمراء
5. الحصول على الدم لغرض استعماله لاحقا، كما في حالة نقل الدم إلى الشخص ذاته لاحقا أو لغرض التبرع بالدم لشخص آخر.

يعد تحليل الدم من أكثر الوسائل التشخيصية المتوفرة للأطباء وغيرهم في مؤسسات الرعاية الصحية.
عادة ما يجمع الدم من وريد سطحي من الطرف الأعلى. يقع الوريد المرفقي الناصف في الحفرة المرفقية في الجزء الداخلي من المرفق، ويبدو قريبا من سطح الجلد وبعيدا عن أي وريد كبير آخر.
يمكن أن يجمع الدم عن طريق وخز الإصبع، أما عند حديثي الولادة، فبطريقة وخز الكعب الوليدي، كما يمكن جمعه من أوردة فروة الرأس بواسطة أبرة قثطار مجنح.

## المضاعفات
أظهرت دراسة عام 1996 على المتبرعين بالدم (يستخدم إبرة أكبر في التبرع بالدم مقارنة بسحب الدم الوريدي الروتيني) أن 1 من كل 6,300 متبرع تعرض لإصابة عصبية.
يمكن أن تشمل المخاطر والآثار الجانبية مجموعة متنوعة من الأشياء، مثل الدوخة، التعرق، وانخفاض في معدل ضربات القلب وضغط الدم.

## المعدات
توجد العديد من الطرق التي يمكن من خلالها سحب الدم من الوريد، وتعتمد الطريقة المستخدمة على عمر الشخص، المعدات المتاحة، ونوع الفحوصات المطلوبة.
يتم جمع معظم الدم في الولايات المتحدة، المملكة المتحدة، كندا وهونغ كونغ باستخدام نظام أنابيب مفرغة. نظامان شائعان هما Vacutainer (شركة بيكتون، ديكنسون وVacuette Greiner Bio-One). تتكون المعدات من محول بلاستيكي، يعرف أيضًا بأنبوب أو حامل الإبرة/المقبس، إبرة تحت الجلد وأنبوب مفرغ. في بعض الظروف، يمكن استخدام محقنة، غالبًا مع إبرة مجنحة، وهي قسطرة بلاستيكية متصلة بإبرة قصيرة. في العالم النامي، يعتبر نظام الأنبوب المفرغ الطريقة المفضلة لسحب الدم.

### استخدام الأنابيب المفرغة أو الفراغية
صنعت Greiner Bio-One أول أنبوب بلاستيكي مفرغ لجمع الدم على الإطلاق في عام 1985 تحت اسم العلامة التجارية VACUETTE. اليوم، تبيع العديد من الشركات أنابيب الفراغ لأن براءة الاختراع لهذا الجهاز أصبحت الآن في المجال العام. يتم تصنيع هذه الأنابيب بإزالة حجم معين من الغاز من الأنبوب المغلق. عند إدخال إبرة من مقبس أو جهاز نقل في السدادة، يسحب الفراغ الموجود في الأنبوب تلقائيًا حجم الدم المطلوب.
يتكون نظام الأنبوب المفرغ الأساسي (ETS) من إبرة، حامل أنبوب، والأنابيب المفرغة. يتم توصيل الإبرة بحامل الأنبوب من قبل فني الفصد قبل التجميع، أو قد تأتي من الشركة المصنعة كوحدة واحدة. تبرز الإبرة من خلال نهاية حامل الأنبوب، ولها إبرة في كل طرف. بعد تنظيف موقع سحب الدم الوريدي أولًا ووضع ضمادة ضاغطة، يقوم فني الفصد بإزالة غطاء الإبرة المتصلة بحامل الأنبوب، ويدخل الإبرة في الوريد، ثم يدخل الأنابيب المفرغة في حامل الأنبوب، حيث تخترق سدادة الأنبوب طرف الإبرة الخلفي. ثم يسحب الفراغ في الأنبوب الدم المطلوب مباشرة من الوريد. يمكن توصيل عدة أنابيب فراغية وإزالتها بالتتابع من إبرة واحدة، ما يسمح بالحصول على عدة عينات من إجراء واحد. هذا ممكن بفضل غلاف العينة المتعدد، وهو تركيبة مطاطية مرنة تغطي الطرف الخلفي لإبرة القنية التي تغلق الإبرة حتى يتم دفعها للخارج. هذا يمنع تدفق الدم بحرية من الجزء الخلفي للإبرة المدخلة في الوريد، مع إزالة كل أنبوب اختبار وإدخال التالي. تتطلب لوائح إدارة السلامة والصحة المهنية للسلامة أن تكون الإبر أو حاملات الأنابيب مزودة بجهاز أمان لتغطية الإبرة بعد الإجراء لمنع إصابات الوخز بالإبر العرضية.
تتوفر أيضًا التجهيزات والمقابس المستخدمة لملء الأنابيب المفرغة من مجموعات الإبر المجنحة والمحقنات.
يوجد عدة مقاييس للإبرة يمكن لفني الفصد الاختيار منها. الأكثر شيوعًا هي: إبرة 21g (ذات غطاء أخضر)، إبرة 22g (ذات غطاء أسود)، إبرة 21g (ذات علامة خضراء) للإبرة المجنحة، إبرة 23g (ذات علامة زرقاء فاتحة) للإبرة المجنحة، وإبرة 25g (ذات علامة برتقالية أو زرقاء داكنة) للإبرة المجنحة (مع ذلك تستخدم هذه الإبرة فقط في طب الأطفال أو الحالات القصوى لأنها صغيرة جدًا وقد تؤدي غالبًا إلى تحلل عينة الدم). توجد أيضًا مجموعة متنوعة من أحجام وقيم الأنابيب والزجاجات لمتطلبات اختبار مختلفة.

### الإضافات وترتيب السحب
قد تحتوي أنابيب الاختبار التي يجمع فيها الدم على واحد أو أكثر من عدة إضافات. بشكل عام، تتطلب الاختبارات التي تحتاج إلى الدم الكامل جمع عينات الدم في أنابيب الاختبار التي تحتوي على بعض أشكال مضادات التجلط مثل EDTA. يقوم EDTA بتخليب الكالسيوم لمنع التجلط. يفضل EDTA للاختبارات الدموية لأنه يلحق الحد الأدنى من الضرر بشكل الخلية. يستخدم سيترات الصوديوم كمضاد للتجلط في العينات التي تجمع للاختبارات التجلطية. يتم إجراء غالبية اختبارات الكيمياء والمناعة على المصل، الذي يتم إنتاجه بالتجلط ومن ثم فصل عينة الدم عن طريق الطرد المركزي. يتم جمع هذه العينات إما في أنبوب غير مضاف أو يحتوي على منشط للتجلط. يمكن أن يتداخل هذا المنشط مع بعض الفحوصات، لذا يوصى بأنبوب عادي في هذه الحالات، ولكن سيؤدي إلى تأخير الاختبار. تستخدم أنابيب تحتوي على هيبارين الليثيوم أو هيبارين الصوديوم أيضًا بشكل شائع لمجموعة متنوعة من اختبارات الكيمياء، حيث إنها لا تتطلب التجلط ويمكن فصلها مباشرة بعد الجمع. يُستخدم مزيج من فلوريد الصوديوم وأوكزالات البوتاسيوم لاختبارات الجلوكوز، حيث تمنع هذه الإضافات التجلط وتوقف تحلل السكر، ما يحافظ على مستويات الجلوكوز في الدم بعد الجمع.
يتم وضع ملصق على أنابيب الاختبار للإشارة إلى الإضافة التي تحتويها، ولكن يكون لون سدادة كل أنبوب مرمزًا وفقًا للإضافة أيضًا. على الرغم من أن الألوان تختلف بين الشركات المصنعة، إلا أن ألوان السدادة تكون عمومًا مرتبطة بكل إضافة.